# It's Great to Be Married
It's Great to Be Married è un cortometraggio muto del 1916 scritto e diretto da Leslie T. Peacocke. Prodotto dalla Victor Film Company, aveva come interpreti Louise Mayon, Fred Church, Eileen Sedgwick.

## Produzione
Il film fu prodotto dalla Victor Film Company.

## Distribuzione
Distribuito dall'Universal Film Manufacturing Company, il film - un cortometraggio in una bobina - uscì nelle sale cinematografiche degli Stati Uniti il 23 dicembre 1916.